# مسعود معصومی
مسعود معصومی (زاده ۱۳۱۶ – درگذشته ۱۲ اسفند ۱۳۹۵)، عکاس ایرانی بود.

## زندگی
مسعود معصومی متولد سال ۱۳۱۶ در تهران است و از سال ۱۳۳۴ در سن هجده سالگی با ورود به آلمان تحصیل در رشته فتوژورنالیسم (عکاسی خبری) را در مدرسه دولتی عکاسی مونیخ آغاز کرد. معصومی پس از خاتمه تحصیلات عکاسی و بازگشت به ایران به تدریس فتوژورنالیسم در مدرسه عالی مطبوعات و روابط عمومی (دانشکده علوم ارتباطات اجتماعی) تا پیروزی انقلاب ادامه داد. شرایط سیاسی و اجتماعی اواخر سال‌های دهه چهل و پنجاه و محدودیت‌های فعالیت‌های ژورنالیستی و مطبوعاتی معصومی را بر آن داشت تا عکاسی را در عرصه‌ای دیگر تجربه کند و با تجهیز یک استودیوی عکاسی تبلیغاتی در همکاری با منوچهر انور در زمینه تولید عکس و اسلاید برای مصارف گوناگون تبلیغاتی و صنعتی اقدام کند و به تدریج صفحات تبلیغاتی نشریات، هفته‌نامه‌ها و ماهنامه‌ها عکس‌های معصومی را جایگزین تصویرسازی‌های طراحان گرافیک و کپی عکس‌های عکاسان خارجی کردند. معصومی در طول فعالیت حرفه‌ای خود تجربه همکاری با نشریه آلمانی spicgel و اتحادیه عکاسان آلمان را داشته‌است.

## تدریس
مسعود معصومی به عنوان مدرس در دانشکده‌های عکاسی ایران در سال‌های مختلف تدریس کرده‌است. معصومی تدریس را در دانشکده روزنامه‌نگاری (علوم ارتباطات) آغاز کرده و در دانشگاه شهید بهشتی، دانشکده صدا و سیما، دانشگاه تهران، دانشگاه هنر و دانشگاه آزاد رشته‌های مختلف خبری، معماری، ‏صنعتی، تبلیغاتی را آموزش داده‌است. در اوایل دهه هفتاد، طراحی دوره کارشناسی ارشد عکاسی در دانشگاه هنر ثمره تلاش و همکاری وی با اکبر عالمی است. ‏

## کارگاه عکس لورکا
معصومی در طول سال‌ها عکاسی در کارگاه عکس لورکا همراه دوستان و شاگردان خود حجم بزرگی از عکاسی‌های فنی- ‏هنری ایران را به عهده داشته‌است. عکاسانی که امروز خود از استادان این حرفه هستند و هر کدام در رشته‌های متنوع عکاسی و ظهور و چاپ عکس رنگی و سیاه و سفید کاملاً حرفه‌ای شده‌اند. کارگاه عکس لورکا علاوه بر امکانات تکنیکی استودیویی، آرشیو مفصلی از معماری و طبیعت و صنایع ایران در اختیار دارد که حاصل سالها تجربه عکاسان لورکا است.

## درگذشت
مسعود معصومی ۱۲ اسفندماه ۱۳۹۵ در بیمارستان «گلسار» در شهر رشت درگذشت. او به چند بیماری مانند نارسایی قلبی، دیابت و کلیه مبتلا بود و به‌دلیل ایست قلبی درگذشت.